# Beica de Jos
Beica de Jos (in ungherese Alsóbölkény, in tedesco Ungarisch-Birk) è un comune della Romania di 2237 abitanti, ubicato nel distretto di Mureș, nella regione storica della Transilvania. 
Il comune è formato dall'unione di 6 villaggi: Beica de Jos, Beica de Sus, Căcuciu, Nadășa, Sânmihai de Pădure, Șerbeni.